# 전라남도학생교육원

전라남도학생교육원(全羅南道學生敎育院)은 학생들의 바른 품성 도야와 지도성 및 창의력 계발의 장을 마련하기 위하여 전라남도교육청 산하에 설치된 소속기관이다.

## 연혁
- 2000. 9. 5. 전라남도학생종합교육원 개원
- 2004. 2. 27. 전라남도학생교육원으로 명칭 변경
- 2016. 12. 1. 전남Wee스쿨이음(분원) 개원
- 2019. 7. 1. 전남안전체험학습장(분원) 개원
- 2020. 3. 1. 학생수련장(월출, 유달, 백운, 송호, 지리산, 나로도) 분원 편입
- 2020. 9. 1. 전남Wee스쿨이음(분원) 각종학교 전환으로 소속 변경

## 조직

### 본원
- 기획운영부
- 총무부

### 분원
- 전남안전체험학습장 - 전남 영광군 법성면 신장길1길 3
- 월출학생수련장 - 전남 강진군 성전면 백운로 148-22
- 유달학생수련장 - 전남 무안군 삼향읍 수련길 176
- 백운학생수련장 - 전남 광양시 옥룡면 신재로 1549-8
- 송호학생수련장 - 전남 해남군 송지면 땅끝해안로 1823
- 지리산학생수련장 - 전남 구례군 광의면 매천로 244
- 나로도학생수련장 - 전남 고흥군 봉래면 신금길 32-6